# A36 (rapper)
A36, pseudonimo di Geivar Hasado Shlaimon (Flen, 11 maggio 1995), è un rapper svedese.

## Biografia
A36 è salito alla ribalta col singolo Samma gamla vanliga, numero uno nella Sverigetopplistan e Suomen virallinen lista; il brano è stato in seguito certificato quadruplo platino dalla IFPI Sverige, oro dalla IFPI Norge e platino sia dalla IFPI Danmark che dalla Musiikkituottajat. Si tratta di un estratto da Area 36, primo album in studio classificatosi 4º nella graduatoria nazionale e certificato disco di platino per le 30 000 unità equivalenti.
Si è portato a casa il riconoscimento alla rivelazione dell'anno ai Grammis. Ha inoltre ottenuto tre ulteriori dischi di platino e uno d'oro dalla IFPI Sverige.
Nell'aprile 2024 viene reso disponibile per il consumo il secondo LP, dal titolo Planet 36, arrivato anch'esso in top ten.

## Discografia

### Album in studio
- 2021 – Area 36
- 2024 – Planet 36

### Singoli
- 2020 – Alien
- 2020 – Alé alé
- 2020 – Ego
- 2021 – Tamaka
- 2021 – Samma gamla vanliga (solo o feat. Branco & Kamelen oppure Cledos, Ibe & Averagekidluke)
- 2021 – Motorola
- 2021 – Going Lit (con B.Baby)
- 2022 – Djävulen eller jag (con Shiro)
- 2022 – AT
- 2022 – Tappat
- 2023 – Blicky
- 2023 – Genua
- 2023 – Igen (con Sticky)
- 2023 – Vad vill du ha?
- 2023 – Standard (con Einár)
- 2023 – Dyra notor (con Shiro e Noxious)
- 2023 – Död för mig (con Yei Gonzalez e Myra Granberg)
- 2024 – Inga änglar (Na na na)
- 2024 – Alla vill (feat. Estraden)
- 2024 – Svalen till Grammis
- 2024 – Veni vidi vici
- 2024 – Ring meg opp (con i Tigergutt101)